# Mionochroma chloe
Mionochroma chloe là một loài bọ cánh cứng trong họ Cerambycidae.